# SS Baltic
SS Baltic a fost un pachebot de 23876 tone brut construit în anul 1903 de către Harland & Wolff, Belfast pentru White Star Line. Detaliile ei erau - lungime x 709.2ft fascicul de 75.6ft, două pâlnii, patru stâlpi, șurub twin și o viteză de 17 noduri. Nu a fost de cazare pentru 425-clasa 1, 450-clasa 2 și 2.000 de pasageri din clasa treia. Lansat pe 21/11/1903, ea a a navigat de la Liverpool în timpul primei călătorii la New York, pe 29/6/1904. În 1909 ea a salvat supraviețuitori ai coliziuni între Republica și Florida de pe coasta Statelor Unite, în care Republica sa scufundat. La data de 12/12/1918 a început primul ei voiaj, după armistițiu, de la Liverpool la New York, iar în 1927 a fost modificat de cazare ei de a transporta 393-cabina de clasă, 339-un turist clasa și 1150-3a pasagerii din clasa. La data de 17/9/1932 ea a început călătoria ultima ei de la Liverpool la New York și Liverpool și pe 17/2/1933 a navigat pentru Osaka, Japonia, unde a fost dezmembrată.